# Antonov An-124
El Antónov An-124 Ruslán (en ucraniano: Антонов Ан-124 «Руслан», designación OTAN: Cóndor)
Físicamente, el An-124 es similar al Lockheed C-5 Galaxy estadounidense, pero ligeramente mayor. Los An-124 han sido utilizados para transportar locomotoras, yates, fuselajes de aviones y otros tipos de carga de grandes dimensiones. El avión puede inclinarse para facilitar la entrada del cargamento. Un An-124 militar puede llevar hasta 150 t de carga; también puede llevar hasta 88 pasajeros en una cubierta superior detrás de la cabina. Sin embargo, debido a la limitada presurización del fuselaje, raramente embarca a paracaidistas.
Ya que el avión fue diseñado inicialmente para uso militar ocasional, los An-124 originales se fabricaron con una vida útil de 7500 horas de vuelo, con la posibilidad de una extensión. Sin embargo, muchos aviones han volado más de 15 000 h. Como respuesta a las quejas de los clientes comerciales, los aviones fabricados después del año 2000 (el An-124-100) tienen una vida útil de 24 000 h, mientras que los modelos antiguos se están actualizando al nuevo estándar.

## Diseño y desarrollo
En 1968, los EE. UU. hicieron volar al primer avión de transporte Lockheed C-5A Galaxy, que tomó el título del «avión más grande del mundo», lejos de su rival soviético, el An-22. La Unión Soviética estuvo inclinada a replicar dicho diseño, al grado de comenzar a justificar el nuevo desarrollo al contar con los recursos necesarios, y ya en el verano de 1977 los informes, de hecho, indicaban que los soviéticos trabajaban en un avión de transporte a reacción de gran tamaño. El prototipo inicial del nuevo avión realizó su primer vuelo en diciembre de 1982. El An-124 fue fabricado en paralelo por dos empresas: la compañía rusa Aviastar-SP (antiguo Complejo de Aviación Industrial de Ulyánovsk) y la fábrica AVIANT de Kiev, en R.S.S. de Ucrania.
Es un avión de carga pesado, de largo alcance y gran capacidad de transporte, de ala alta y con cuatro grandes motores de turbina Progress D-18T colgando en góndolas bajo las alas, especialmente diseñados para este avión de carga. El timón vertical de cola es de gran tamaño y los alerones de control de vuelo horizontal están integrados en la parte trasera del fuselaje, en la base del timón vertical, en un diseño diferente a otros aviones de transporte de la Unión Soviética que tienen los alerones traseros en la parte alta del timón vertical. 

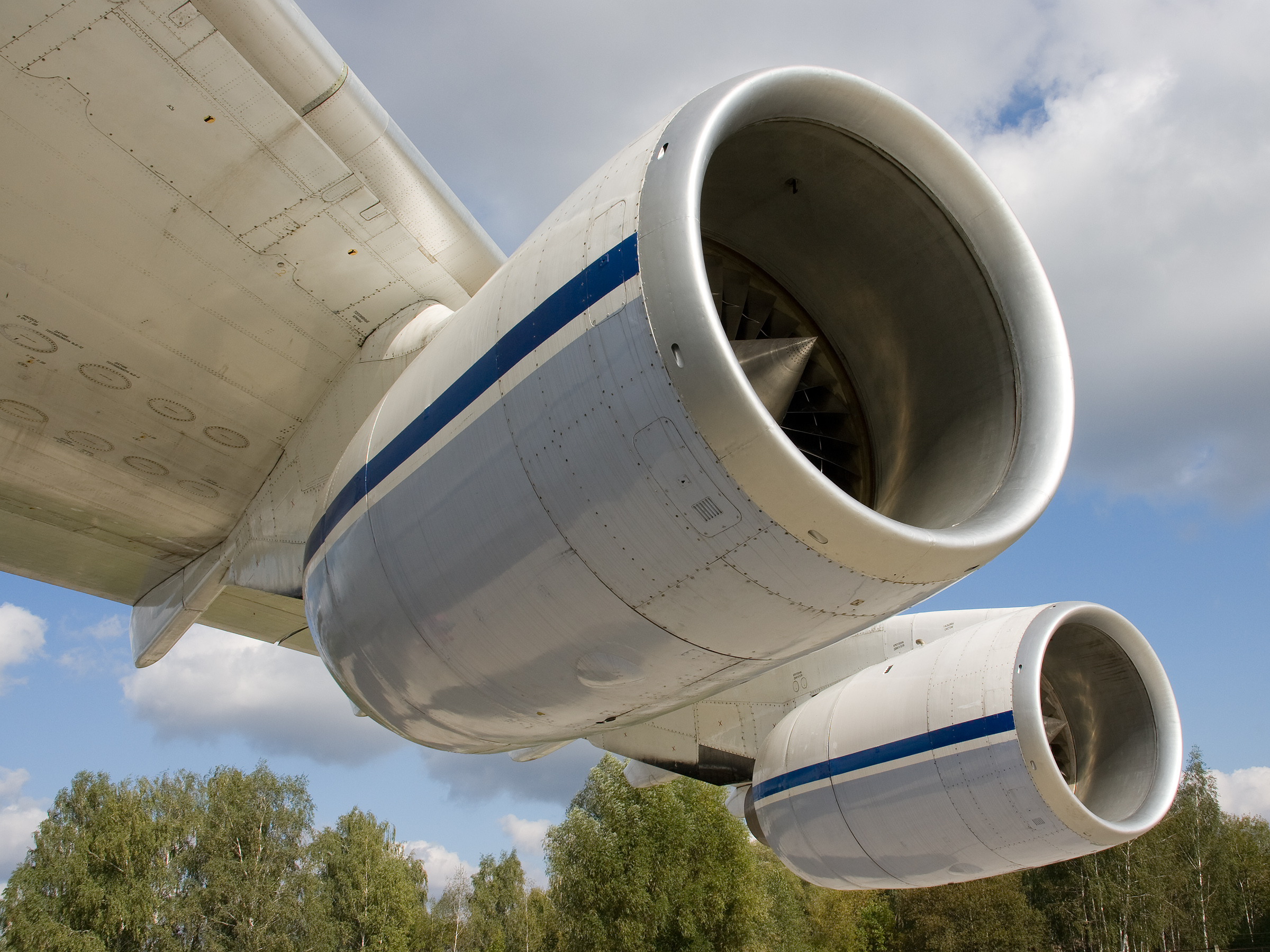
Dos motores Ivchenko Progress D-18T Series 4S

Fue diseñado con dos compuertas para el ingreso de carga, una en la parte trasera y otra en la parte delantera que se levanta sobre la cabina de mando, y una grúa de carga en el techo de la bahía de carga interna para mover cargas pesadas; fue el diseño base para la construcción del avión de carga más grande del mundo, el Antonov An-225, de seis motores de turbina Progress D-18T, tres bajo cada ala y doble timón vertical de cola.
Aunque, originalmente, la OTAN le adjudicó al mismo la designación "An-40" y luego "An-400", junto con el nombre código OTAN "Cóndor", para el año 1985 este gran avión a reacción fue anunciado oficialmente como el "An-124 Ruslán". El An-124 entró en servicio a principios de 1986 y actualmente existen decenas de aviones en servicio, algunos de ellos con aerolíneas en los Emiratos Árabes Unidos, Libia, Rusia y Ucrania entre otros.

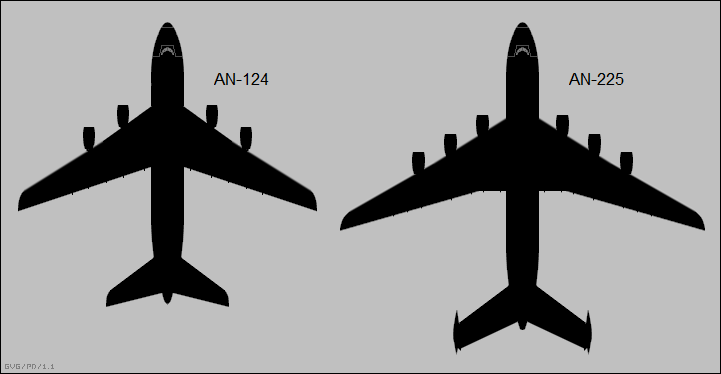
Siluetas del An-124 y el An-225.

La producción se detuvo tras la desaparición de la Unión Soviética, y las últimas cinco estructuras básicas sin terminar fueron completadas entre 2001 y 2004. Aunque ya no se fabrican An-124, existen planes para su actualización en plantas alemanas, que serían supervisados por expertos rusos y ucranianos. Aparte, hay planes comunes entre Rusia y Ucrania para volver a producir aviones, pero los plazos que se han fijado (entre el 2008 y el 2009) se han dilatado por falta de voluntad de las partes, y ya dichos planes están tomando de nuevo forma para que en el año 2015 se retome a plenitud su producción en conjunto.
Según los reportes de la prensa especializada, la idea es que una nueva empresa reasuma su comercialización, ya que la demanda mundial de aeronaves de gran capacidad de carga no está lo suficientemente atendida en la actualidad, y los modelos del "Ruslán" en servicio ya se están acercando a su tope de vida útil, teniendo que ser reacondicionados tan pronto como sea posible. Así, la planta rusa Aviastar-SP ha tenido que asumir una operación poco propia de sus procesos, como la de la actualización y reacondicionamiento de uno de los 22 aviones An-124 de los arsenales de la Fuerza Aérea de Rusia, que actualmente se encuentra en proceso de pruebas, para verificar la validez del proyecto.

## Servicio

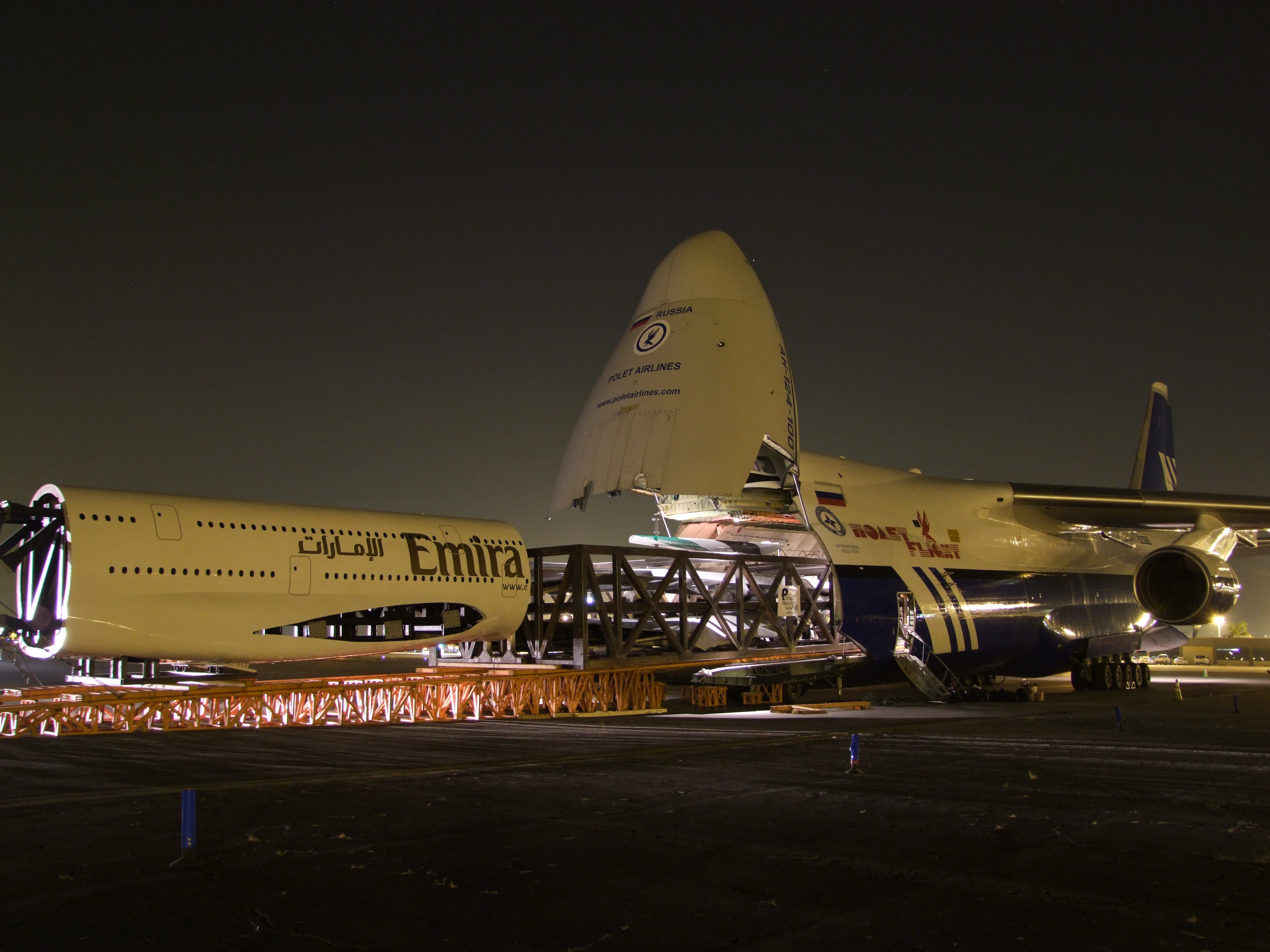
El fuselaje de una réplica a escala 1:3 de un Airbus A380 de la empresa Emirates siendo cargado en un An-124

Alemania lideró el esfuerzo de alquilar aviones An-124 para las necesidades de transporte aéreo táctico de la OTAN. Los dos aviones fueron alquilados a SALIS GmbH como un recurso provisional hasta la llegada del Airbus A400M
La compañía de carga rusa Volga-Dnepr tiene contratos con Boeing para transportar componentes aeronáuticos de gran tamaño a su fábrica de Everett. Excluyendo el An-225, el An-124 es el único avión capaz de transportar los turbofán General Electric GE90 completamente montados, los motores utilizados en el Boeing 777.
Airbus ha seleccionado otra compañía de transporte rusa, Polet Airlines, como «transportista designado» para la empresa. Polet espera que sus tres An-124-100 transporten equipo astronáutico fabricado por EADS, propietaria de Airbus, y componentes de un modelo del Airbus A380. Como el Rolls-Royce Trent 900 es el único motor del A380 que puede ser transportado entero en un Boeing 747F, su competidor, el Engine Alliance GP7000 necesita un avión más grande, como el An-124, si se quiere transportar en una sola pieza.

## Actividades y accidentes significativos

### Viajes especiales
- En mayo de 1987, un An-124 estableció una marca mundial cubriendo una distancia de 20 151 km sin reabastecimiento. El vuelo duró 25 horas y 30 minutos, y tenía un peso al despegue de 455 t. El récord anterior lo tenía un B-52H con 18 245 km.
- En julio de 1985, un An-124 llevó un cargamento de 171 219 kg a una altitud de 10 750 m.
- En abril de 2005, un An-124 transportó el Obelisco de Aksum de regreso a su tierra natal de Etiopía. El transporte se realizó en tres viajes, cada uno llevando un tercio del monumento de 160 t y 24 m. Se realizaron modificaciones en el aeródromo de Aksum para poder alojar a un avión de esas dimensiones.
- Se utilizó un An-124 para transportar el avión de inteligencia electrónica EP-3E Aries II desde Hainan el 4 de julio de 2001 durante el incidente de la isla de Hainan.
- En junio de 1994, un An-124 transportó una locomotora desde Canadá hasta Irlanda.[13]
- Un An-124 de Volga-Dnepr transportó una ballena desde Niza a Japón. En otro vuelo se llevó un elefante de Moscú a Taiwán.[14]

### Accidentes significativos

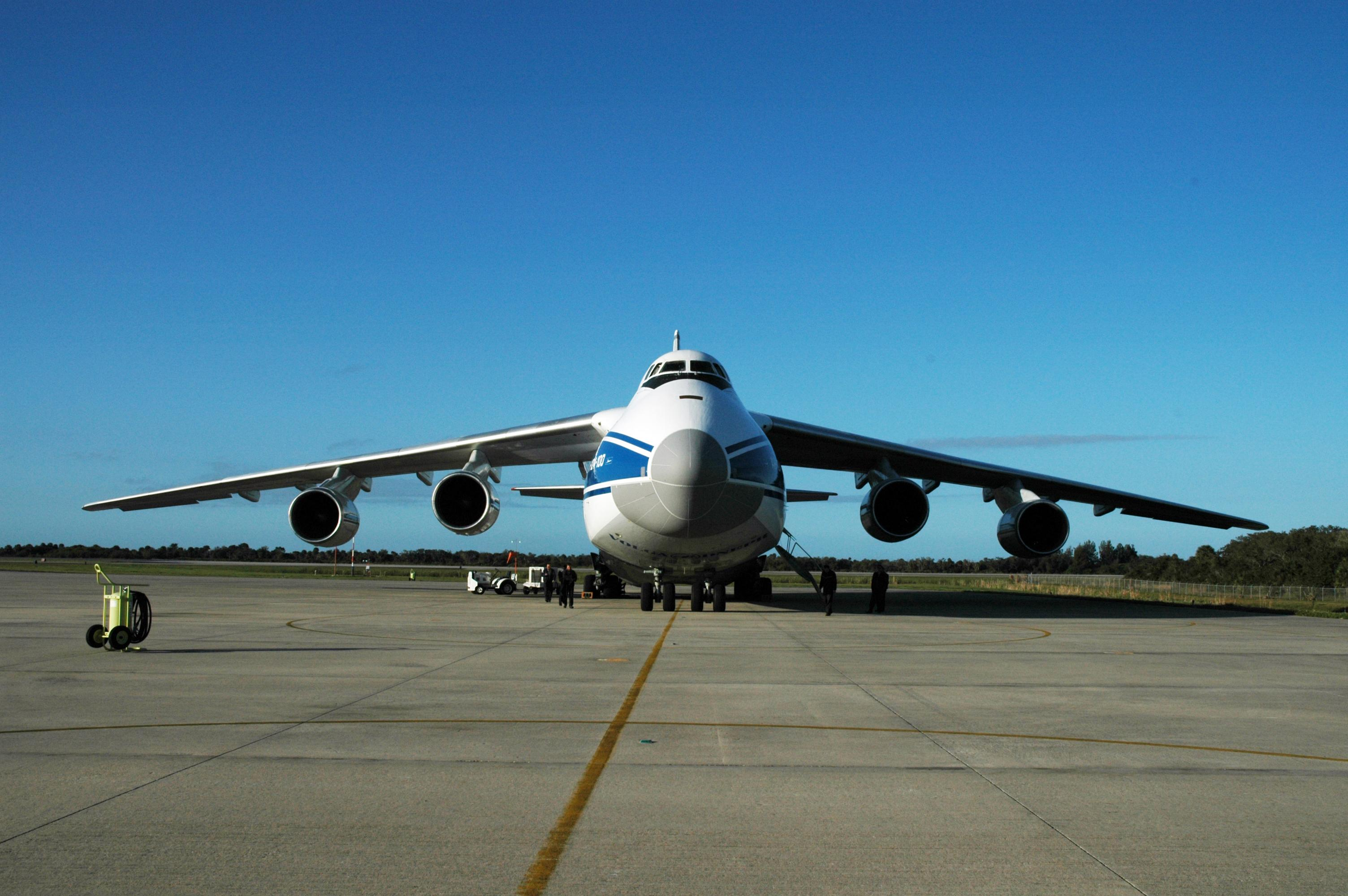
Vista frontal del An-124

Hasta 2005, los An-124 han tenido cuatro accidentes importantes con un total de 50 fallecidos, entre 1992 y 1997: Además de un despiste de una de las naves, y la pérdida de una más, durante un conflicto militar en Libia en 2019.
- El CCCP-82002 de Antonov Airlines se estrelló cerca de Kiev el 13 de octubre de 1992 durante un vuelo de prueba, causando ocho fallecidos.
- El RA-82071 de Aviastar Airlines se estrelló contra una montaña a 3352 m s. n. m. mientras se dirigía a Kermán (Irán) el 15 de noviembre de 1993, causando 17 muertes.
- El RA-82069 propiedad de Aeroflot pero utilizado por Ajax se estrelló en Turín (Italia), durante una maniobra de motor y al aire el 8 de octubre de 1996, causando dos muertes.
- El RA-82005 de la Fuerza Aérea Rusa se estrelló tras despegar en Irkutsk (Rusia) el 5 de diciembre de 1997, causando 23 fallecidos (toda la tripulación) y 44 personas más en tierra.
- El UR-82029, de Antónov Airlines, sobrepasó la pista del aeropuerto de Windsor en Canadá mientras aterrizaba por la noche sobre nieve el 18 de diciembre de 2000. Se detuvo pasados 110 m del final de la pista 25 de 2390 m  de longitud tras tocar tierra pasados 1000 m del límite admisible y se detuvo a 6 m de la valla del borde del aeropuerto. No hubo heridos entre su tripulación y el avión solo fue dañado ligeramente.[16]
- El Antonov An-124 matrícula 5A-DKL resultó destruido el 22 de junio de 2019, durante un conflicto militar en Libia, exactamente en el aeropuerto de Trípoli, mientras permanecía estacionado en rampa, desde el año 2010. La nave pertenecía a la compañía aérea Lybian Air Cargo, y fue destruido por un incendio durante el conflicto en el aeropuerto y cercanías.

### Civiles

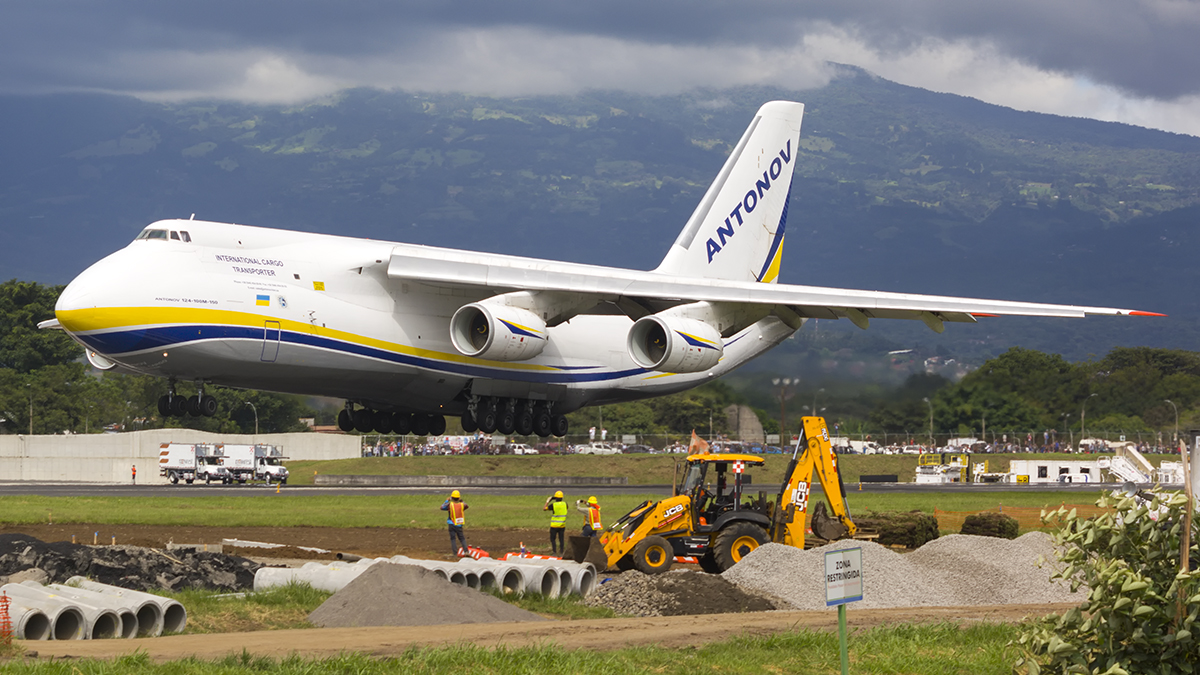
Antonov An-124 de Antonov Airlines aterrizando en MROC-SJO

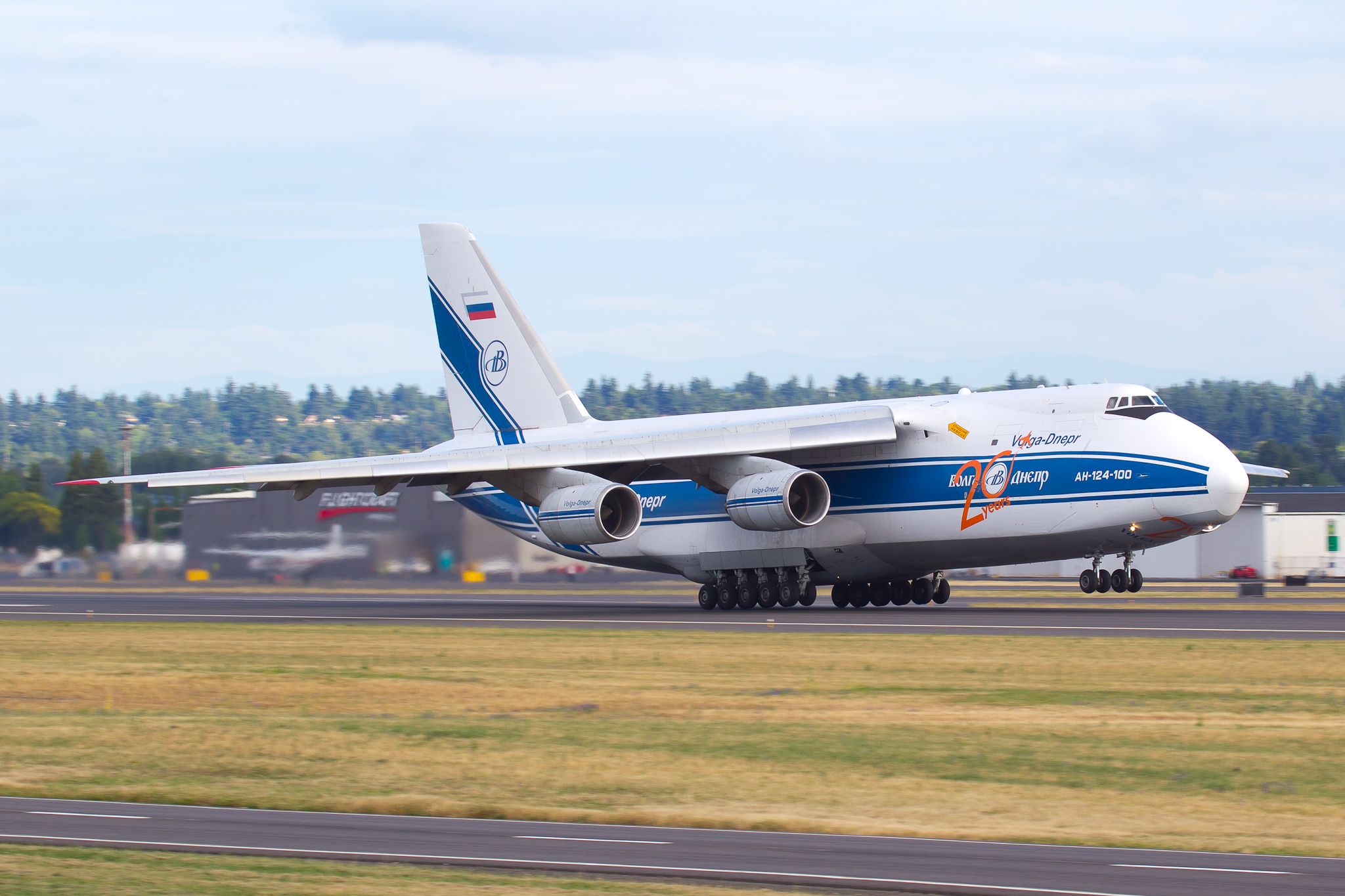
Un An-124-100 de Volga-Dnepr.

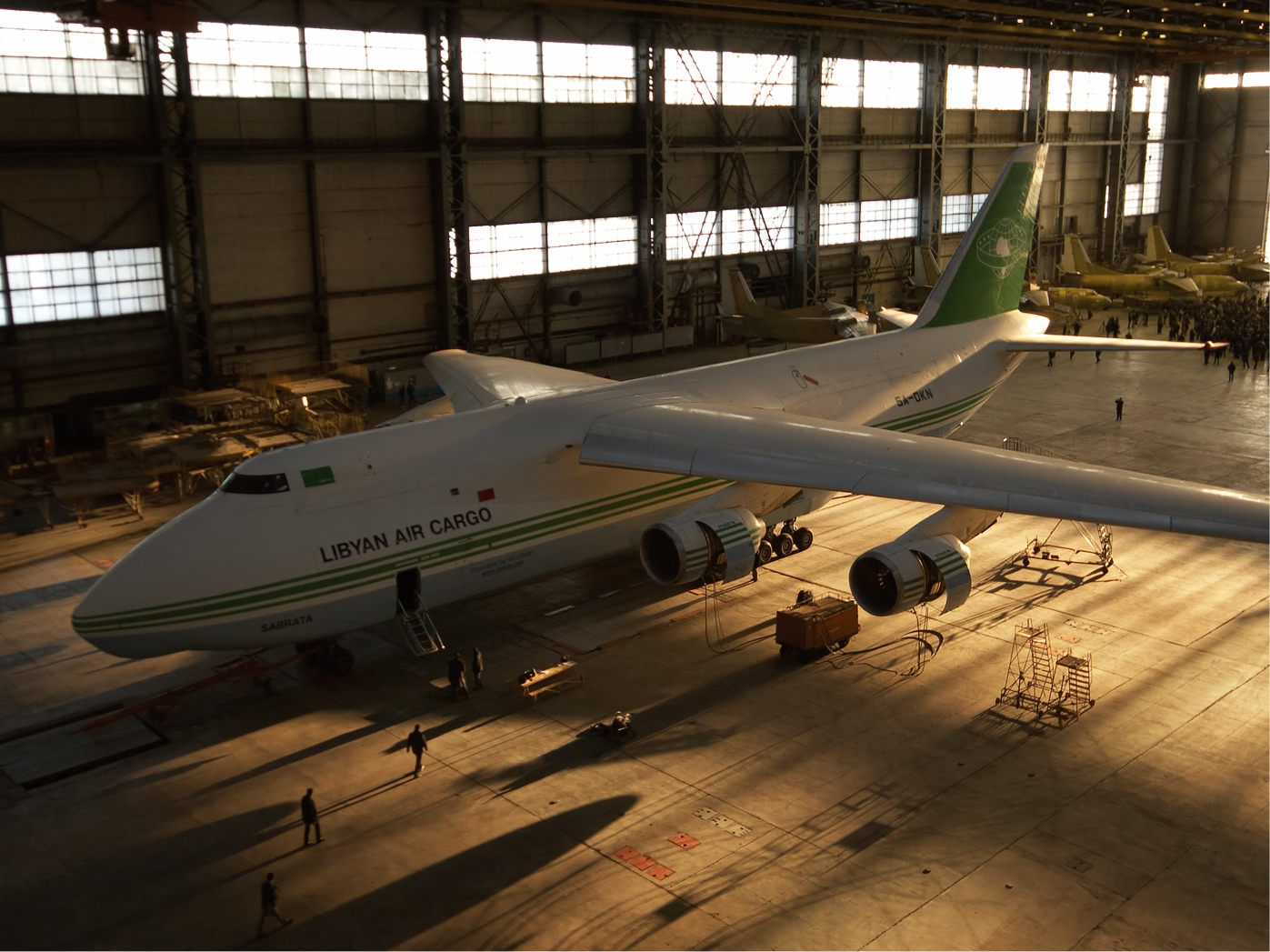
An-124 de Libyan Arab Air Cargo.

## Operadores

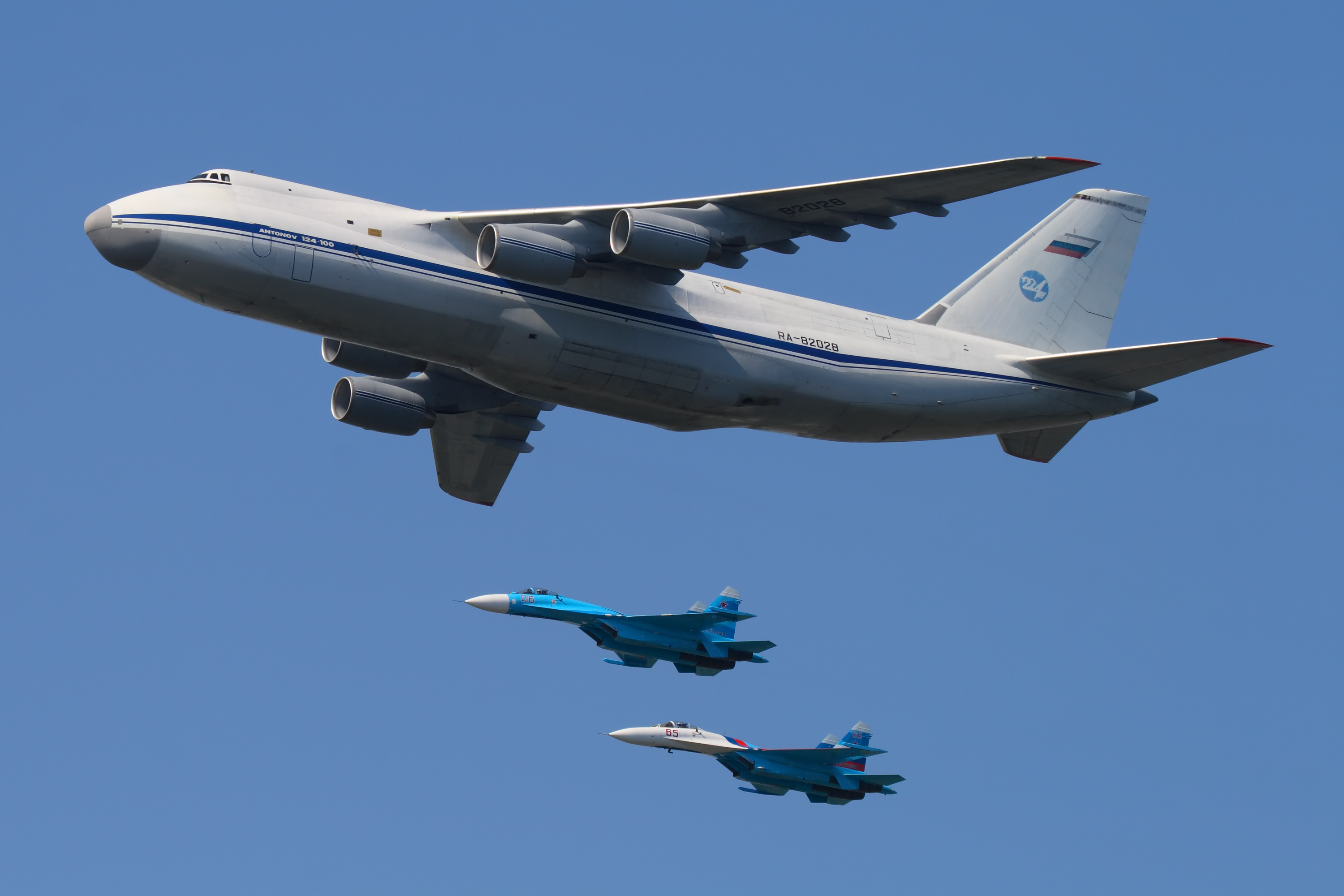
Un An-124 de la Fuerza Aérea Rusa en formación de vuelo con dos Sukhoi Su-27 en la Marcha del Día de la Victoria de 2010.

### Militares
- Fuerza Aérea Rusa (12)[17]

Antiguos operadores militares
- Fuerza Aérea Soviética

### Operadores Actuales
- Volga-Dnepr (12) + 3 encargados[18]
- Antonov Airlines (7)[19]
- Maximus Air Cargo (1)[20]
- Libyan Arab Air Cargo (1)[21]
- Polet Airlines (8)+ 5 encargados

### Antiguos Operadores
- Ayaks
- Transaero Airlines
- Air Foyle (en colaboración con Antonov Design Bureau)
- HeavyLift Cargo Airlines (en colaboración con Volga-Dnepr Airlines)
- Antonov AirTrack
- Titan Cargo
- TransCharter Titan Cargo

### Asia
Rusia
- Aeroflot (3)[22]
- Rossiya (aerolínea) (2)[23]

## Alcance en vuelo

### An-124-100
| Carga (en toneladas) | 0 t    | 10 t   | 20 t   | 30 t   | 40 t   | 72 t  | 90 t  | 97 t  | 104 t | 108 t | 120 t | 122 t |
| Distancia (en km)    | 15.000 | 14.125 | 13.250 | 12.375 | 11.500 | 8.700 | 7.125 | 6.495 | 5.900 | 5.550 | 4.500 | 4.325 |

### An-124-100M-150
| Carga (en toneladas) | 92 t  | 113 t | 120 t | 122 t |
| Distancia (en km)    | 7.500 | 5.925 | 5.400 | 5.250 |

### Comparación con otros aviones
- El C-5 Galaxy tiene un alcance de 3982 km con 122 toneladas. El An-124 tiene un 32 % más de alcance.
- El Boeing 747-400 tiene un alcance de 8240 km con 113 toneladas, un 39 % más que el An-124 y un 79 % más que el C-5 Galaxy.
- El Il-96-400T tiene un alcance de 5000 km con 92 t de carga. El An-124 tiene un 56 % más de alcance, sin embargo con 40 t ambos tienen casi mismo alcance: 11 500-12 000 km.

## Especificaciones
Referencia datos: Antonov.com

### Características generales
- Tripulación: 6 (piloto, copiloto, navegador, operador de radio, 2 ingenieros de vuelo) + 2 maestros de carga
- Capacidad: 88 pasajeros
- Carga: 150.000 kg
- Longitud: 69 m (226,2 ft)
- Envergadura: 73,3 m (240,5 ft)
- Altura: 20,8 m (68,2 ft)
- Superficie alar: 628 m² (6759,9 ft²)
- Peso vacío: 175 000 kg (385 700 lb)
- Peso cargado: 392 000 kg (863 968 lb)
- Peso máximo al despegue: 405 000 kg (892 620 lb)
- Planta motriz: 4× turbofán Ivchenko Progress D-18T.
  - Empuje normal: 229,5 kN (23 402 kgf; 51 594 lbf) de empuje cada uno.
- Capacidad de combustible: 213.740 kg (An-124), 212.350 kg (An-124-100)

### Rendimiento
- Velocidad máxima operativa (Vno): 865 km/h (538 MPH; 467 kt)
- Velocidad crucero (Vc): 800-850 km/h
- Alcance: 5400 km (2916 nmi; 3355 mi) con una carga de 120 t)
- Alcance en ferry: 15000 km
- Techo de vuelo: 12 000 m (39 370 ft)
- Carga alar: 365 kg/m² (74,8 lb/ft²)
- Empuje/peso: 0,23

### Desarrollos relacionados
- / Antonov An-225

### Aeronaves similares
- C-5 Galaxy

 Convair XC-99
 Boeing 747 Large Cargo Freighter
 Boeing 747 Shuttle Carrier Aircraft
- Airbus A380

 Airbus Beluga

### Listas relacionadas
- Anexo:Aeronaves más grandes